# Dreams of Sanity
Dreams of Sanity byla rakouská skupina hrající žánr symphonic metal. Založena byla roku 1991, za dobu svého působení vydala 3 alba a zanikla roku 2002.

## Členové
- Sandra Schleret – zpěv
- Christian Marx – kytara
- Andreas Wildauer – kytara
- Michael Knoflach – baskytara
- Frederic Heil – klávesy
- Harald Obexer – bicí

## Zakládající členové
- Martina Hornbacher – zpěv
- Stephan Manges – klávesy
- Romed Astner – bicí

## Diskografie
- Komödia (1997)
- Masquerade (1999)
- The Game (2000)